# 膣トレ
膣トレ（ちつトレ、膣圧トレーニング、Vaginal_contraction training）とは骨盤底筋を鍛え、女性の健康を促進するためのトレーニングである。
世界各国推進されているフェムテックに関わる女性向けのエクササイズのひとつ。

## 膣トレの方法
道具を使わずできる膣トレの方法を3つ紹介する。
ミニブリッジ
1. 仰向けになって肩幅に足を開く
2. 腰をグッと上げる（手を使わないブリッジ）
3. お尻の穴とお腹をくっつける感じで15秒キープ

5秒キープスクワット
1. かかとを付けて90度開く
2. 息を吐きながら膝を曲げる
3. 息を吸いながら内ももを締めるように膝を伸ばす ⇒この状態を5秒キープ

ミニスクワット
1. 足を肩幅くらいに広げて膝立ちする ⇒内ももに体重が乗っかるようにする
2. 息を吐きながら腰を落とす
3. 息を吸いながらもとに戻る ⇒この時に膣を引き締める

## 膣トレの効果
諸説あるが、インナーマッスルである骨盤底筋を鍛えることにより健康増進の効果が期待できる。
1. ダイエット ⇒お腹が凹む,くびれ
2. 尿漏れ改善 ⇒尿漏れ改善
3. 生理痛の緩和 ⇒生理の悩みの改善
4. 妊活 ⇒膣内環境の正常化
5. 女性らしい身体になれる ⇒オーガズムの増強。

補足すると、膣圧が増すことにより、Gスポットが刺激されやすくなり性交渉やセルフプレジャー時にオーガズムを感じやすくなると言われている。
（※膣内の刺激によるオーガズム（俗称：中イキ）を感じやすい）